# 北九州市立小倉北特別支援学校
北九州市立小倉北特別支援学校（きたきゅうしゅうしりつ こくらきたとくべつしえんがっこう）は、福岡県北九州市小倉北区下到津四丁目3番1号にある知的障害児のための公立特別支援学校。
2007年（平成19年）4月1日、特別支援教育の実施により、小倉北養護学校から改称した。

## 学部
- 小学部
- 中学部
- 高等部